# Futsal
Futsal, hay còn được biết tới là Bóng đá trong nhà là một loại hình bóng đá thi đấu bên trong nhà thi đấu, có thể được xem như là một dạng của bóng đá sân nhỏ. Tên của nó có nguồn gốc từ tiếng Bồ Đào Nha "futebol de salão", tiếng Tây Ban Nha "fútbol de salón" và tiếng Pháp "football en salle", đều dịch là "bóng đá trong nhà". Nhiều cầu thủ bóng đá chuyên nghiệp đã lựa chọn chơi futsal để luyện tập các kĩ năng cơ bản.
Futsal được thi đấu giữa hai đội, đội hình chính thức ra sân mỗi bên gồm 5 cầu thủ và một số cầu thủ dự bị. Canh giữ cầu môn mỗi bên vẫn là vị trí thủ môn như thông thường. Bóng thi đấu nặng và nhỏ hơn quả bóng đá thông thường.

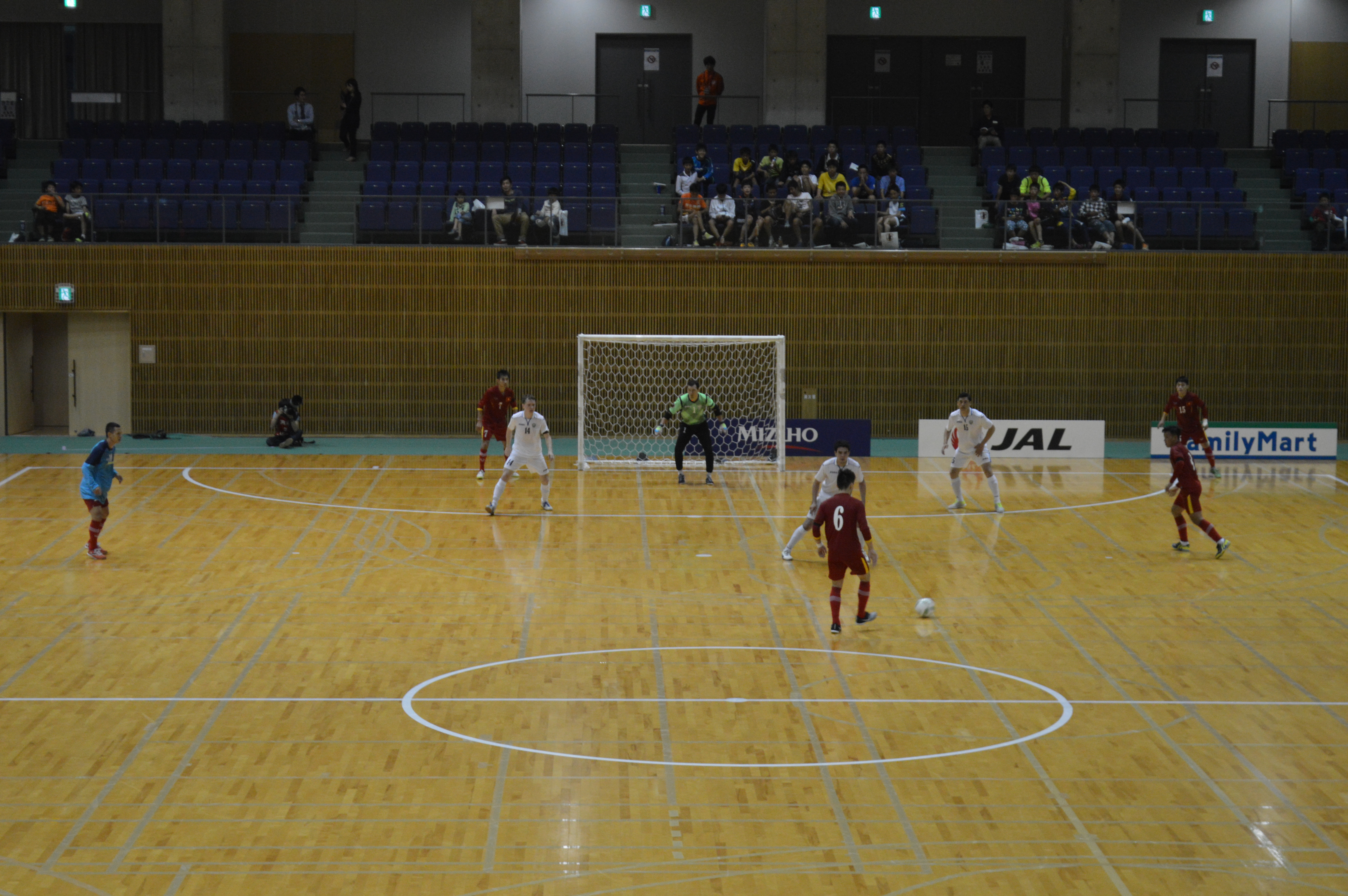
Một trận thi đấu futsal

## Lịch sử

### Hình thành
Sự phát triển của futsal bắt đầu từ năm 1930 tại Montevideo, Uruguay, cùng năm tổ chức lễ khai mạc World Cup ở nước này. Người góp công đầu phát triển môn bóng đá này là Juan Carlos Ceriani đã sáng tạo ra trò chơi dành cho 5 người mỗi đội và có thể chơi trong nhà hoặc ngoài trời. Cũng khoảng năm đó, một loại bóng đá tương tự chơi trên sân bóng rổ được phát triển ở São Paulo, Brazil. Những loại bóng đá mới này nhanh chóng được chấp nhận khắp Nam Mỹ. Liên đoàn thể thao Brazil đặt ra luật lệ chính thức đầu tiên cho futebol de salão vào năm 1958.

### Phát triển
Liên đoàn Futsal Quốc tế (Federación Internacional de Fútbol de Salón, International Futsal Federation = FIFUSA) được thành lập năm 1971 để quản lý môn này, và tổ chức giải vô địch futsal thế giới đầu tiên ở São Paulo năm 1982. Do một cuộc tranh cãi với FIFA về việc quản lý fútbol, FIFUSA đã thành lập ra futsal năm 1985.
FIFA bắt đầu quản lý môn futsal của riêng họ với những luật lệ riêng và tổ chức giải vô địch futsal FIFA lần đầu tiên năm 1989 tại Rotterdam, Hà Lan. Một trong những thay đổi đáng kể nhất của FIFA với futsal đó là tăng trọng lượng và giảm kích cỡ của quả bóng (kích cỡ số 4 so với bóng tiêu chuẩn) nhằm giảm độ nảy của bóng bớt đi 30%, điều đó cho phép chơi nhanh hơn và lần đầu tiên có thể ghi bàn bằng đầu (dù nó vẫn còn khó khăn và không phổ biến).
Năm 2002, các thành viên của Liên đoàn Futsal Liên Châu Mỹ PANAFUTSAL (La Confederación Panamericana de Futsal, The Pan-American Futsal Confederation) thành lập Hiệp hội Futsal Thế giới (Asociación Mundial de Fútbol de Salón, AMF), một tổ chức futsal quốc tế độc lập với FIFA và là tổ chức kế tục của FIFUSA. Cả FIFA và AMF tiếp tục cùng quản lý futsal.

## Luật chơi
Luật chơi do FIFA hoặc AMF ban hành và duy trì, nó cũng có thể được lựa chọn trong khuôn khổ cho phép để thích hợp với mỗi giải đấu và mỗi địa phương.

### Cầu thủ
Mỗi đội gồm 5 cầu thủ, bao gồm cả thủ môn. Số lượng các cầu thủ mỗi đội được thay thế tối đa là bảy, với số lần thay không giới hạn. Nếu một trong hai đội bóng có ít hơn 3 cầu thủ trong đội hình thì trận đấu sẽ kết thúc.
Trang phục thi đấu của cầu thủ gồm áo, quần, tất và giày cao su. Thủ môn được phép mặc quần dài và bộ đồ có màu khác để phân biệt với các cầu thủ khác trong đội và trọng tài. Khi ra sân không được phép đeo trang sức hoặc các đồ vật khác có thể gây nguy hiểm khi thi đấu.

#### Vị trí thi đấu

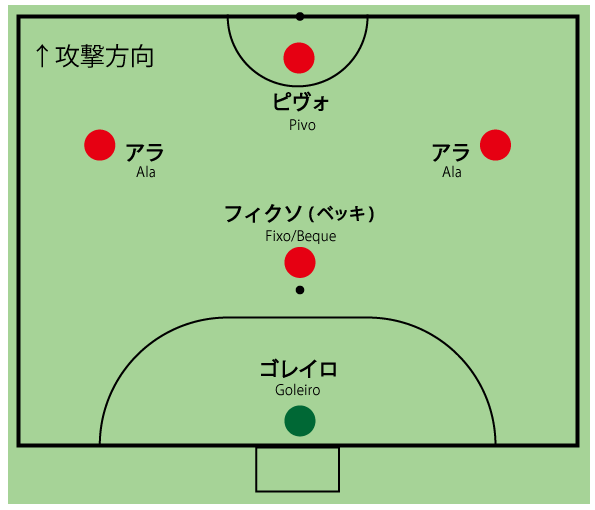
Vị trí chủ yếu của các cầu thủ trên sân futsal

Vị trí thi đấu của 5 cầu thủ trên sân hay được gọi theo từ tiếng Bồ Đào Nha.
- Goleiro: cầu thủ trấn giữ khung thành, tương tự Thủ môn.
- Fixo: cầu thủ chơi chủ yếu ở vị trí phía dưới, tương tự Hậu vệ hoặc Trung vệ.
- Ala: cầu thủ chơi chủ yếu ở vị trí hai bên, tương tự Hậu vệ cánh hoặc Tiền vệ cánh.
- Pivo: cầu thủ chơi chủ yếu ở vị trí phía trên, tương tự Tiền đạo.

Tuy nhiên tùy theo diễn biến của trận đấu, các cầu thủ có thể sẽ hoán đổi vị trí một cách linh động.

### Trọng tài
Trận đấu được điều khiển bởi một trọng tài chính, đây là người duy nhất có quyền dừng trận đấu nếu xét thấy có các can thiệp tác động ngoài sân đấu. Hỗ trợ cho trọng tài chính điều khiển trận đấu là một trọng tài phụ bên ngoài biên và trọng tài bàn ghi chép quản lý tổng hợp số liệu thông tin trận đấu. Trọng tài bàn có thể thay thế cho trọng tài phụ, và trọng tài phụ có thể thay thế cho trọng tài chính nếu có các sự cố thương tích xảy ra đối với trọng tài. Trong trận đấu, trọng tài sẽ luôn đi theo bóng (Tương tự như trong bóng đá sân cỏ) nhưng sẽ chỉ quan sát ở ngoài biên, trọng tài chỉ được vào sân khi trận đấu được tạm dừng. Mục đích của việc này là trong môn futsal, sân nhỏ, các cầu thủ chuyền hoặc ghi bàn thường đến bất ngờ và trọng tài bị va vào bóng rất nhiều.

### Sân thi đấu

Một sân thi đấu futsal

Sân được làm bằng gỗ hoặc vật liệu nhân tạo, gỗ hoặc bề mặt tương tự, hoặc bất kỳ vật liệu bằng phẳng, mịn màng và không bị mài mòn cũng có thể được sử dụng. Sân thi đấu tiêu chuẩn tổ chức các trận đấu quốc tế có kích thước chiều dài từ 38–42 m, và chiều rộng từ 20–25 m. Đối với việc tổ chức các trận đấu mang cấp độ thấp hơn sân có thể có kích thước dài từ 25–42 m, rộng từ 16–25 m, phải đảm bảo sân bóng thi đấu có hình chữ nhật với đường biên cầu môn là biên ngang và ngắn hơn đường biên dọc. Kích thước tiêu chuẩn FIFA của một sân bóng futsal là 40m chiều dài và 20m chiều rộng (bằng kích thước của một sân bóng ném). Trần nhà thi đấu phải cao từ 4 m trở lên. Trên đường biên ngang (đường biên ngắn hơn) đặt cầu môn ở chính giữa chiều dài. Cầu môn cao 2 m và rộng 3 m (rộng theo chiều biên ngang). Lưới làm bằng sợi đay, cây gai dầu hoặc nylon được gắn vào mặt sau của trụ khung thành và xà ngang. Phần dưới của lưới được gắn vào ống cong hoặc một phương tiện hỗ trợ thích hợp. Độ sâu của khung thành là 80 cm ở phía trên và 1 m ở phía dưới.
Trước mặt của từng khung thành là khu cấm địa. Khu vực này được tạo ra bằng cách vẽ phần tư vòng tròn với bán kính 6 m từ đường biên ngang với hai tâm là hai cột dọc khung thành. Phần trên của mỗi phần tư vòng tròn sau đó nối với một đường kẻ 3,16m chạy song song với đường khung thành giữa hai trụ khung thành. Đường kẻ đánh dấu rìa của khu vực cấm địa được biết đến như đường cấm địa. Khu vực cấm địa là nơi thủ môn được phép chạm bóng bằng tay của mình. Một cú đá phạt từ chấm phạt đền được trao cho đối phương nếu một cầu thủ phạm lỗi ngay trong khu vực cấm địa của đội nhà.
Trong tình huống đá phạt góc, các cầu thủ chủ yếu là phối hợp đồng đội. Tại một vị trí giữa 6m50, cầu thủ thứ hai (đứng sát khu cấm địa) sẽ chuyền đến cầu thủ nằm trong khu cấm địa và cầu thủ đó sẽ dứt điểm. Tại thời điểm đá phạt, sẽ có tình huống cầu thủ sử dụng bóng tĩnh nhằm ghi bàn vào lưới đối phương. 
Nếu một đội bóng bị rơi vào tình thế buộc phải ghi bàn mà thời gian không còn nhiều, chiến thuật "Power play" hay được sử dụng. Power play là tên gọi cho chiến thuật "liều ăn nhiều" của futsal, khi mà thủ môn sẽ bỏ trống khung thành và cùng 4 đồng đội phía trên phối hợp bóng để tăng sức mạnh tấn công nhằm tìm kiếm bàn thắng. Nhưng nếu để mất bóng vào chân đối phương, nguy cơ bị sút bóng vào khung thành trống ở phần sân nhà và phải nhận bàn thua là rất lớn. Rất nhiều trận đấu trong futsal kết thúc tỉ số cách biệt rất lớn không phải do trình độ giữa hai đội quá chênh lệch mà là do Power play bị phản tác dụng nhiều lần.

## Các giải thi đấu quốc tế chính
Từ 1971 - 2002Giải vô địch bóng đá trong nhà thế giới - FIFUSA
- 1982 São Paulo, Brazil. Vô địch: Brazil. Á quân: Paraguay.
- 1985 Madrid, Tây Ban Nha. Vô địch: Brazil. Á quân: Tây Ban Nha.
- 1988 Australia. Vô địch: Paraguay. Á quân: Brazil.
- 1991 Italy. Vô địch: Bồ Đào Nha. Á quân: Paraguay.
- 1994 Argentina. Vô địch: Argentina. Á quân: Colombia.
- 1997 Mexico. Vô địch: Venezuela. Á quân: Uruguay.
- 2000 Bolivia. Vô địch: Colombia. Á quân: Bolivia.

Từ 2002Giải vô địch bóng đá trong nhà thế giới - AMF
- 2003 Asunción, Paraguay. Vô địch: Paraguay. Á quân: Colombia.
- 2007 Mendoza, Argentina.

Từ 1989Giải vô địch bóng đá trong nhà thế giới - FIFA
- 1989 (Rotterdam, Hà Lan). Vô địch: Brazil. Á quân: Hà Lan. Giải ba: Hoa Kỳ. Giải bốn: Bỉ.
- 1992 (Hồng Kông). Vô địch: Brazil. Á quân: Hoa Kỳ. Giải ba: Tây Ban Nha. Giải bốn: Iran.
- 1996 (Barcelona, Tây Ban Nha). Vô địch: Brazil. Á quân: Tây Ban Nha. Giải ba: Nga. Giải bốn: Ukraine.
- 2000 (Guatemala). Vô địch: Tây Ban Nha. Á quân: Brazil. Giải ba: Bồ Đào Nha. Giải bốn: Nga.
- 2004 (Đài Loan). Vô địch: Tây Ban Nha. Á quân: Italy. Giải ba: Brazil. Giải bốn: Argentina.